# Фридрих, Рудольф
Рудольф Генрих Фридрих (нем. Rudolf Heinrich Friedrich; 4 июля 1923, Винтертур — 15 октября 2013, там же) — швейцарский политик.

## Биография
Рудольф Фридрих изучал право и экономику в Цюрихском университете. В 1957 году он открыл частную адвокатскую контору в Винтертуре.
Как член Радикально-демократической партии он избирался в городской совет (Gemeinderat) Винтертура (1962—1975), кантональный совет (Kantonsrat) Цюриха (1967—1977) и Национальный совет Швейцарии (1975—1982). В Национальном совете возглавлял комитет по военным вопросам.
8 декабря 1982 года Фридрих был избран в Федеральный совет (правительство Швейцарии), где с 1 января 1983 года возглавил Департамент юстиции и полиции. Его имя связано с так называемым «Законом Фридриха», который ограничивает покупку земли в Швейцарии иностранцами. 20 октября 1984 году он ушёл в отставку из-за проблем со здоровьем.